# Arthur von Seckendorff-Gudent
Arthur Freiherr von Seckendorff-Gudent (* 1. Juli 1845 in Schweizerhalle bei Basel; † 29. November 1886 in Wien) war ein schweizerisch-österreichischer Forstwissenschaftler.

## Herkunft
Seine Eltern waren der  sachsen-coburg-gothaische Hauptmann Robert von Seckendorff-Gutend (1801–1882) und dessen Ehefrau Isidore von Heldreich (1812–1891).

## Leben
1868 war von Seckendorff Privatdozent in Zürich; 1870 wurde er Professor an der Forstakademie Mariabrunn. Von 1874 bis 1886 leitete er die Forstliche Versuchsanstalt Mariabrunn. Dieses Waldforschungszentrum war 1874 durch Kaiser Franz Josef begründet worden, um insbesondere die Folgen von Großkahlschlägen und Entwaldungen in Österreich-Ungarn zu untersuchen. Seit 1875 war er auch Professor an der Hochschule für Bodenkultur in Wien.
Seckendorff-Gudent hat erste Versuche zur „Überlappung“ von Jahrringen unterschiedlicher Bäume gemacht und kann somit als ein Vorläufer der Dendrochronologie gelten, die dann von Andrew Ellicott Douglass begründet wurde.
1988 wurde der Seckendorff-Gudent-Weg in Wien-Hietzing nach ihm benannt.

## Familie
Er heiratete 1872 in Wien Marie Louise von Teotochi geborene Grassetti (1822–1905). Die Ehe blieb kinderlos.

## Schriften

### Wissenschaftliche Hauptschriften

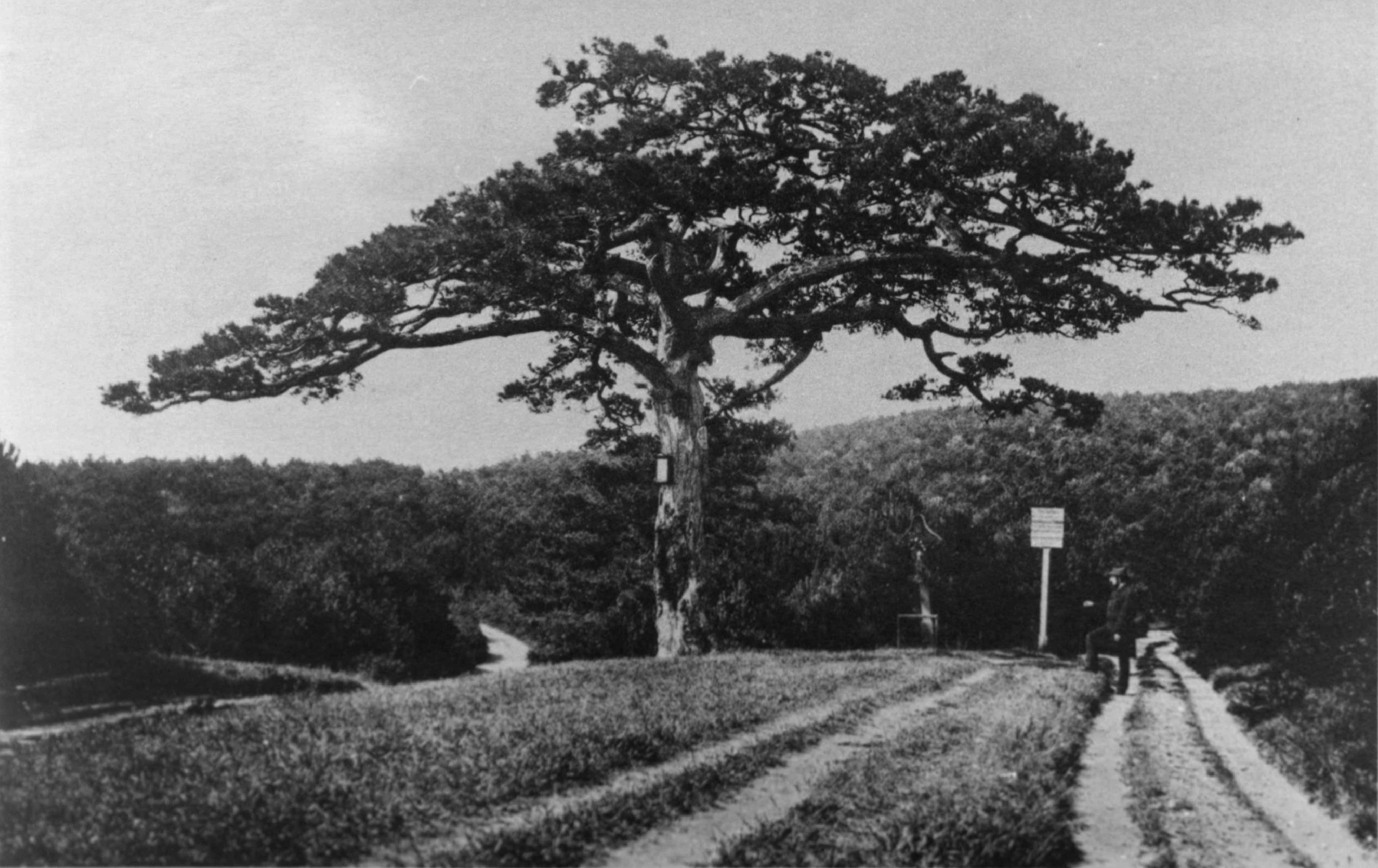
Die Breite Föhre auf dem Anninger in Mödling (1988 abgestorben, 1997 entfernt). quelle: Dr. Arthur Freiherr v. Seckendorff: Beiträge zur Kenntnis der Schwarzföhre (Pinus austriaca Höss.) in: Mittheilungen aus dem forstlichen Versuchswesen Oesterreichs

- Kreisflächentafeln zum Gebrauche bei Holzmassenaufnahmen (1875, 2. Auflage)
- Die forstlichen Verhältnisse Frankreichs (1879)
- Beiträge zur Kenntnis der Schwarzföhre (1881)
- Verbauung der Wildbäche, Aufforstung und Berasung der Gebirgsgründe (1884)
- Zur Geschichte der Wildbachverbauung (1886)

### Herausgebertätigkeiten
- Mitteilungen aus dem forstlichen Versuchswesen Österreichs
- Zentralblatt über das gesamte Forstwesen